# Філіп IV верхи
«Філіп IV верхи» — парадний портрет іспанського короля Філіпа IV художника Дієго Веласкеса.

## Історія
Парадний портрет короля Філіпа IV створений Веласкесом по замові. Він призначався для декору зали в королівському палаці Буен Ретіро. В комплект картин входили також:
- «Королева Маргарита Австрійська»
- «Король Філіп III», його батько
- «Королева Ізабелла Французька», дружина Філіпа IV
- «Принц Бальтасар Карлос»

всі п'ять — верхи.
Веласкес подав короля у профіль. Тлом кінного портрету стало передмістя Мадрида, на що вказує зображення дуба ліворуч. Король на пагорбі, з якого відкривається панорама з лісом Ель-Пардо, як стверджують іспанські дослідники. Король в пишному вбранні та парадних лицарських обладунках і рожевим шарфом, які носили тоді офіцери-вояки вищого рангу. Ліворуч на камені аркуш паперу з підписом художника.
Серед парадних кінних портретів пензля Веласкеса і пишний портрет графа Олівареса, фаворита короля і патрона художника. Кінний портрет Олівареса придбав для своєї збірки Метрополітен-музей в Нью-Йорку.
Є розбіжності в датуванні картини. Іспанці дотримуються думки, що полотно створене у 1635. Швидше за все картину створювали у 1635 році, а закінчили у 1636.

## Кінні портрети з палацу Буен Ретіро

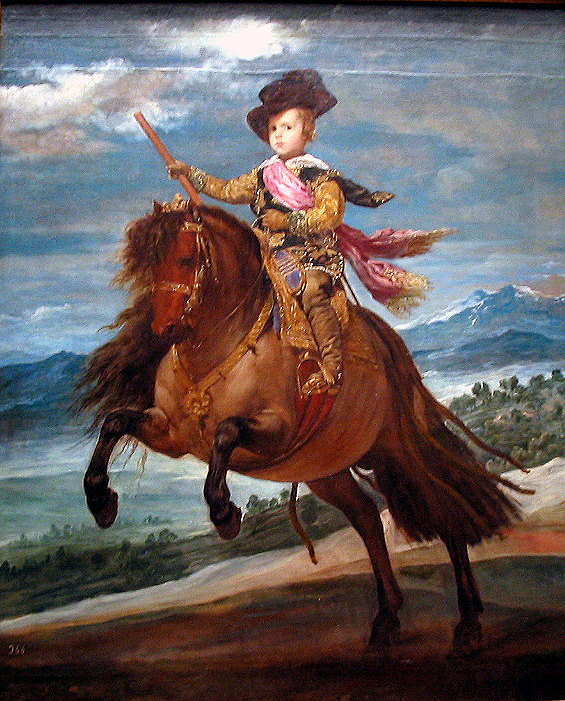
Веласкес. Принц Бальтасар Карлос на коні
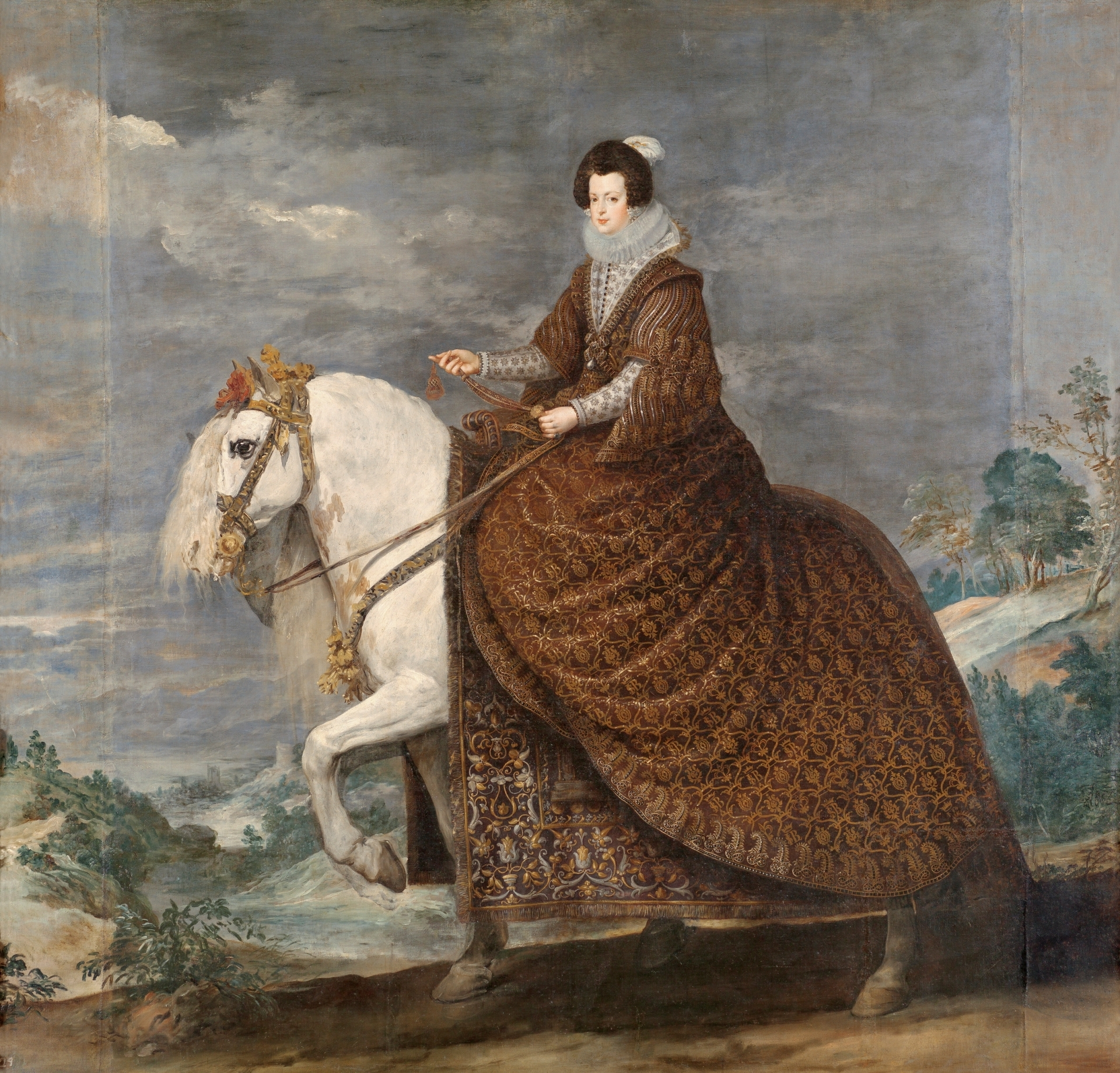
Веласкес. Королева Ізабела Французька верхи
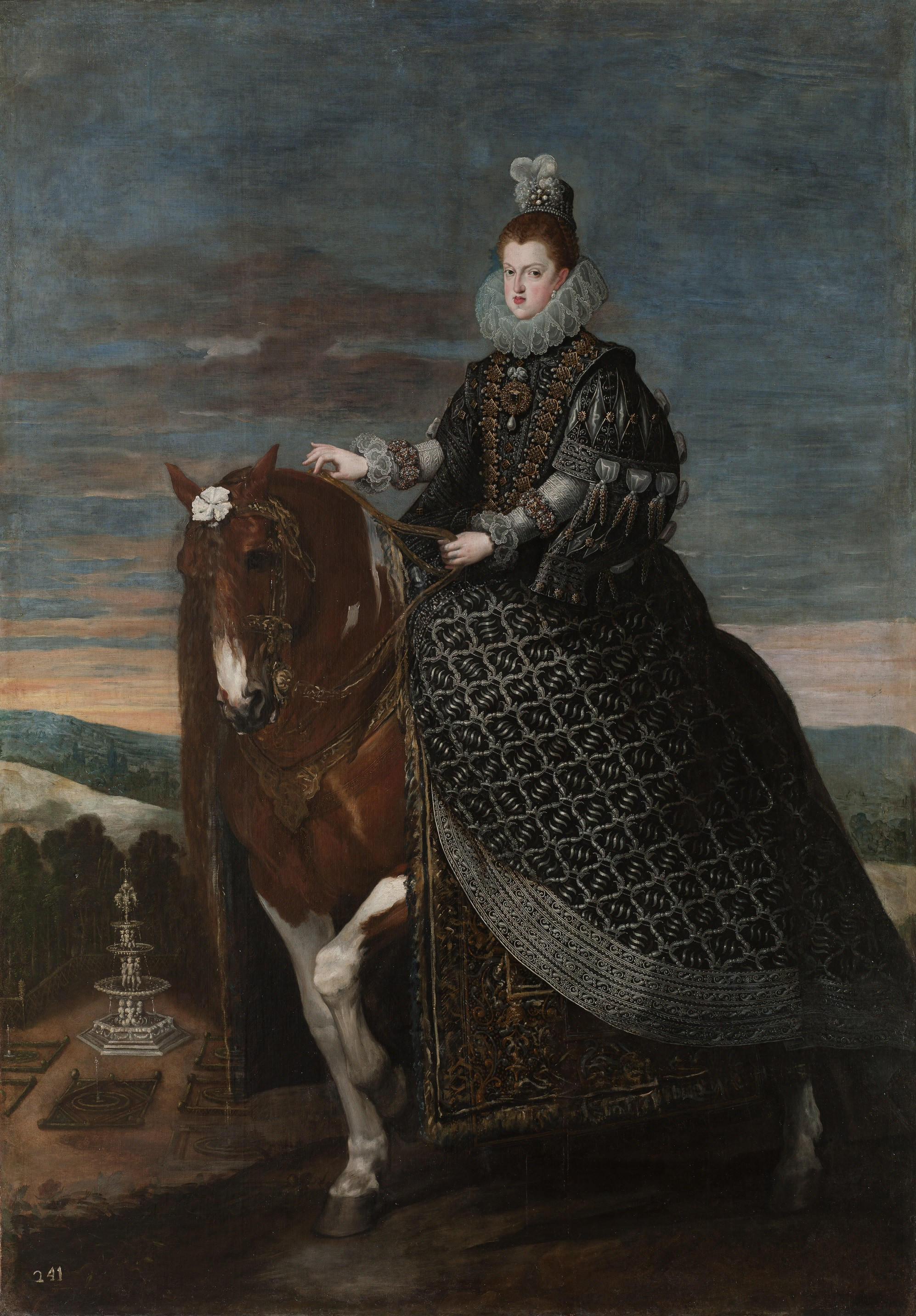
Веласкес. Королева Магарита Австрійська верхи